# Podvýbor Evropského parlamentu pro lidská práva
Podvýbor pro lidská práva (DROI) je podvýbor Výboru pro zahraniční věci Evropského parlamentu. Podvýboru předsedá od 7. července 2014 Elena Valencianová.
Zabývá se otázkami týkajícími se lidských práv. Každý rok se účastní udělování Sacharovovy ceny na počest lidí nebo organizací, kteří zasvětili svoji existenci obraně lidských práv a základních svobod.